# Дімітрі Фотре
Дімітрі Фотре (фр. Dimitri Fautrai, нар. 24 лютого 1986, Морн-а-л'О) — французький і гваделупський футболіст, нападник клубу «Сент-Рос». Виступав також за клуби «Лілль-2», «Етуаль де Морне», та збірну Гваделупи.

## Клубна кар'єра
У 2005 році Дімітрі Фотре дебютував за другу команду французького клубу «Лілль, в якій грав до 2006 року, взявши участь у 6 матчах чемпіонату. У 2006 році футболіст повернувся на Гваделупу до клубу «Етуаль де Морне», в складі якого грав до 2015 року, та ставав у її складі чемпіоном і володарем кубка острова. З 2015 року Фотре грає у складі гваделупського клубу «Сент-Рос».

## Виступи за збірну
У 2005 році Дімітрі Фотре дебютував у складі збірної Гваделупи. У складі збірної був учасником розіграшу Золотого кубка КОНКАКАФ 2011 року у США. У складі збірної грав до 2012 року, загалом зіграв у її складі 14 матчів, у яких відзначився 1 забитим м'ячем.